# Vitnäbbad buffelvävare
Vitnäbbad buffelvävare (Bubalornis albirostris) är en fågel i familjen vävare inom ordningen tättingar.

## Utseende och läte
Vitnäbbad buffelvävare är en stor och kraftig vävare med kort stjärten. Fjäderdräkten är svart med en vit fläck på skuldran och en ljus fläck på vingen som syns väl i flykten. Näbben är vit hos hanen, svart hos honan. Ungfågeln är mörkbrun med kraftiga streck undertill. Arten liknar rödnäbbad buffelvävare men uppvisar aldrig röd näbb. Vanligaste lätet är ett hårt "sjet" som ofta upprepas i kör av en hel flock.

## Utbredning och systematik
Vitnäbbad buffelvävare förekommer från södra Mauretanien till Guinea, vidare österut till södra Sudan, västra Etiopien och norra Eritrea, och söderut till sydöstra Sydsudan, nordöstra Uganda och nordvästra Kenya. Den behandlas som monotypisk, det vill säga att den inte delas in i några underarter.

## Levnadssätt
Vitnäbbad buffelvävare hittas i torr savann och öppet skogslandskap. Den ses ofta i flock.

## Status
Arten har ett stort utbredningsområde och beståndet anses vara stabilt. Internationella naturvårdsunionen IUCN listar den därför som livskraftig (LC).